# William Cosby

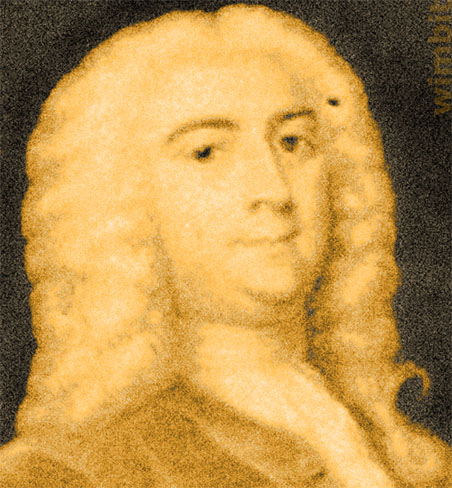
William Cosby

William Cosby (* 1690 in Stradbally Hall, Queen’s County, Irland; † 10. März 1736 in New York City) war 1729 kommissarischer Kolonialgouverneur der British Leeward Islands in der Karibik und von 1732 bis 1736 der letzte britische Gouverneur der Provinz New York und New Jersey.

## Leben
Als sechster Sohn in einer anglo-irischen Landadels-Familie trat Cosby 1704 in die Britische Armee ein. Er diente während des Spanischen Erbfolgekriegs in Flandern und Spanien und wurde 1717 zum Colonel des Royal Regiment of Foot of Ireland befördert. Danach heiratete er Grace Montagu, Schwestern von George Montagu, 1. Earl of Halifax, mit der er fünf Kinder hatte. 1718 wurde er mit seinem Regiment nach Menorca versetzt, wo er von 1717 bis 1727 Gouverneur war.
Hier beschlagnahmte er unter anderem rechtswidrig das Eigentum des portugiesischen Händlers Bonaventura Capedevilla als angebliche Schmuggelware und fälschte 1722 Berichte an den Kronrat, diese Angaben gehen freilich auf seinen politischen Gegner Cadwallader Colden zurück.
Im Jahre 1729 wurde Cosby zum Gouverneur der britischen Leeward Islands in der Karibik ernannt, trat das Amt jedoch nicht an, da er 1731 vom Tode John Montgomeries erfuhr und nach London zurückkehrte, um sich um dessen Stelle zu bewerben.
Am 13. Januar 1732 ernannte König Georg II. Cosby zum Gouverneur der Provinz New York und von New Jersey, vermutlich durch die Vermittlung von Thomas Pelham-Holles, 1. Duke of Newcastle, einem prominenten Whig und von 1724 bis 1728 Staatssekretär für das „Southern Department“, mit dem seine Frau gut bekannt war. Er erreichte Sandy Hook Anfang August 1732 und reiste nach Perth Amboy, um von Lewis Morris (1671–1746), dem geschäftsführenden Gouverneur von New Jersey die Regierungssiegel einzufordern. Danach siedelte er sich in New York an und kümmerte sich wenig um New Jersey, was die dortigen separatistischen Bemühungen verstärkte, wie auch sein späterer Konflikt mit Morris. Da er keine Neuwahlen ansetzte, wurde er jedoch von der Assembly von New Jersey großzügig finanziell unterstützt.
Wenig später erhielt Cosby vom König eine Schenkung von 8.900 ha am Mohawk im heutigen Herkimer County, New York. Cosby's Manor wurde 1736 erbaut. Cosby war ein Whig, konservativ eingestellt und unterstützte, wie sein Vorgänger Montgomerie, die Fraktion der Kaufleute. Er widersetze sich liberalen Bewegungen in der Provinz New York. Bald nach dem Amtsantritt von Cosby kam es zu Spannungen mit Rip Van Dam, der das Amt des Gouverneurs kommissarisch ausgeübt hatte. Cosby forderte Van Dam auf, die Hälfte seiner Einkünfte aus seiner Zeit als kommissarischer Gouverneur zurückzuzahlen. Als dieser ablehnte, verklagte ihn Cosby. Der Prozess wurde zu einem Politikum, bei dem sich liberale Kräfte und die Anhänger Cosbys gegenüberstanden. Den Vorsitz führte der Oberste Richter der Kolonie, Lewis Morris, der für Van Dam eintrat. Bei der Urteilsfindung wurde er aber überstimmt und Cosby gewann den Prozess. Morris wurde von Cosby seines Amtes enthoben. Gleichzeitig wurde Van Dam aus dem Regierungsrat (Council), dem er 30 Jahre lang angehört hatte, entlassen. Noch im gleichen Jahr gewann die liberale Partei aber die Wahlen zum kolonialen Parlament, eine politische Niederlage Cosbys.
Das New York Weekly Journal gehörte Lewis Morris und dem schottischen Rechtsanwalt James Alexander und wurde von John Peter Zenger gedruckt. Es diente als Sprachrohr Opposition gegen Cosby. Dort veröffentlichte auch van Dam anonym einige Artikel gegen Cosby. Dieser ließ Zenger verhaften und wegen Verleumdung und Hochverrat anklagen. Dabei sorgte Cosby, unterstützt durch Daniel Horsmanden und James Delancey, für einen unfairen Prozess. Trotzdem wurde Zenger von den Geschworenen freigesprochen. Cosby sorgte aber dafür, dass Alexander seine Zulassung als Rechtsanwalt verlor.
In Hopewell, New Jersey beschlagnahmte Cosby das Land einiger Kolonisten und übergab es seinen royalistischen Verbündeten. Sowohl in New York als auch in New Jersey versuchte Cosby, überhöhte Gehälter für seine politischen Verbündete durchzusetzen, was allerdings nur begrenzt gelang, da die lokalen Parlament eine Mitspracherecht hatten.
Lewis Morris versuchte, den Kronrat zu überzeugen, Cosby als Gouverneur von New Jersey abzusetzen, aber ohne Erfolg. William Cosby blieb bis zu seinem Tod am 10. März 1736 an Schwindsucht als Kolonialgouverneur von New York und New Jersey im Amt. Er sah sein Amt vor allem als Gelegenheit, sich zu bereichern, was ihn freilich wenig von andern zeitgenössischen britischen Beamten unterschied. Nach seinem Tode erhielt New Jersey einen eigenen Gouverneur.